# Créole de San Andrés et Providencia

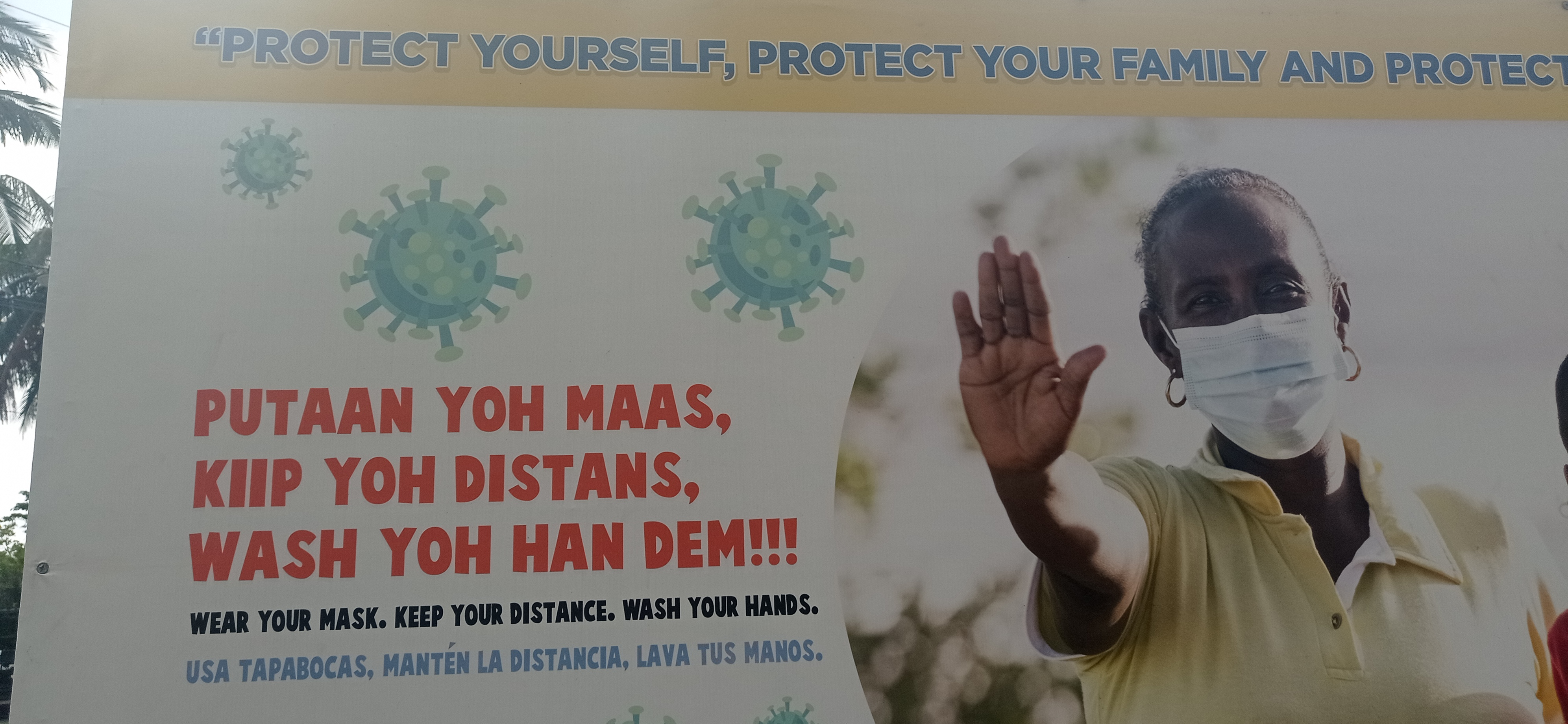
Affiche d'une campagne de vaccination contre le Covid-19 en Créole de San Andrés.

Le Créole de San Andrés et Providencia est un des Créoles à base lexicale anglaise parlé dans l'Archipel de San Andrés, Providencia et Santa Catalina en Colombie. Il est proche du Kriol et du Miskito Coast Creole Miskito Coast Creole parlés respectivement au Belize et au Nicaragua.